# Сулюр

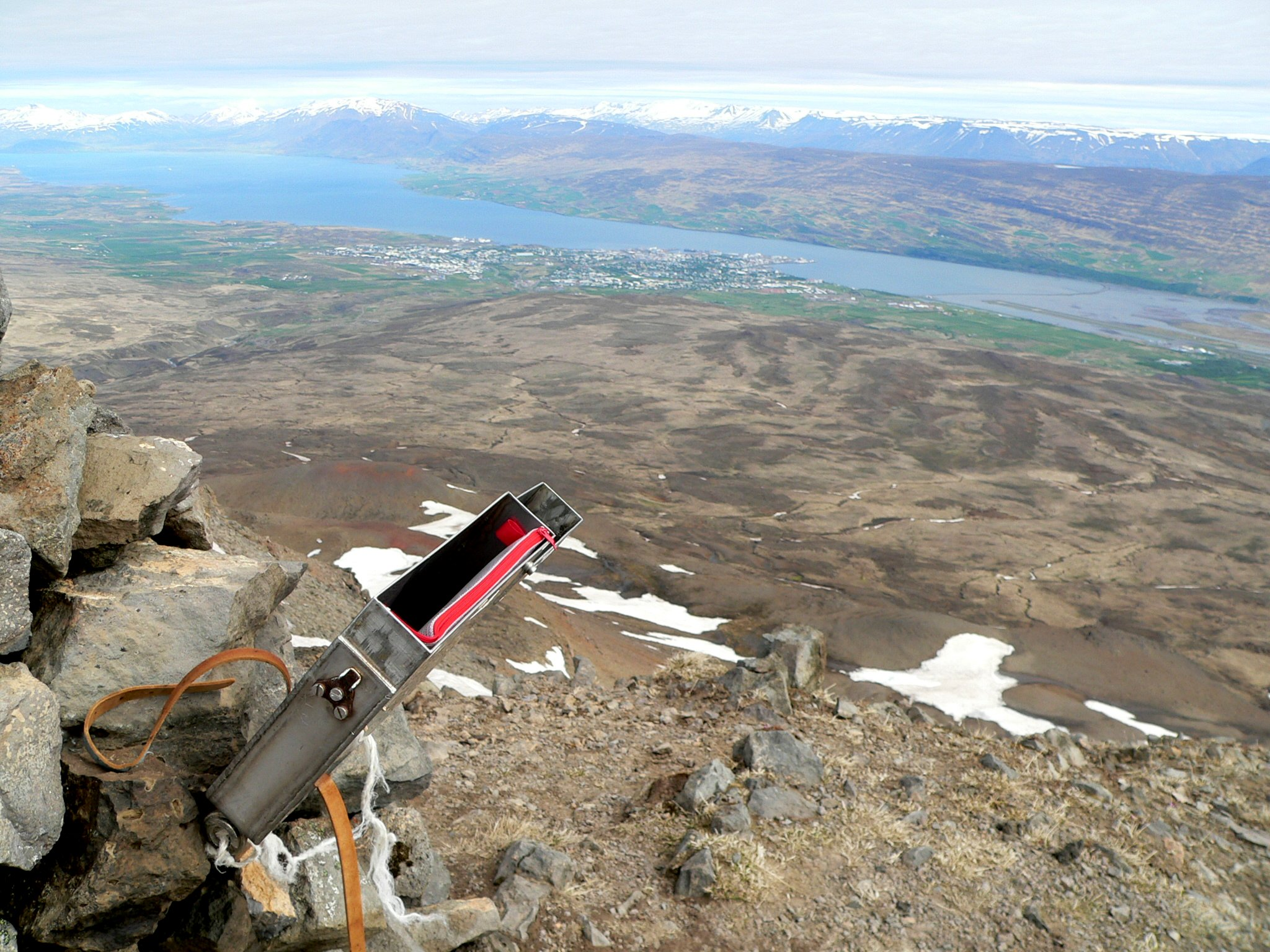
Вид с вершины вулкана

Сулюр (исл. Súlur) — вулкан в Исландии. Сулюр расположен в северной части Исландии, в регионе Нордюрланд-Эйстра. Он является частью системы потухшего вулкана Кедлинг, находящегося по соседству. Сулюр имеет две вершины, более высокая достигает 1 213 метров, меньшая — 1 144 метров. Гора находится на юго-западе от крупнейшего города Северной Исландии — Акюрейри.
Гора покоится на 500-метровой базальтовой подошве. Вершина состоит в основном из светящегося риолита. Горный массив, в который входят Кедлинг и Сулюр, включает в себя ещё несколько вершин (напр. Litli- и Stori Krummi — горы Малый Ворон и Большой Ворон). В низинах между горами сохраняются остатки ледника.
Вулканическая система Кедлинг — Сулюр активно используется любителями горного туризма.